# Boda de Carlos de Gales y Diana Spencer
La boda real entre Carlos de Gales y Diana Spencer fue un evento celebrado el 29 de julio de 1981 en la Catedral de San Pablo, en Londres (Reino Unido).
La ceremonia siguió el rito tradicional anglicano. El deán de la Catedral de San Pablo, Alan Webster, presidió el servicio religioso, mientras que el arzobispo de Canterbury, Robert Runcie, ofició la boda. Varias figuras notables asistieron al enlace, entre ellas numerosos miembros de otras familias reales y jefes de Estado, además de los familiares de los novios. Tras la ceremonia, la pareja realizó la tradicional aparición en el balcón del Palacio de Buckingham (la boda incluyó numerosos elementos de carácter ceremonial, como el uso de carruajes y la participación de Guardias Granaderos y caballería). Con motivo del matrimonio, el Reino Unido declaró ese día fiesta nacional. El enlace fue ampliamente descrito como una «boda de cuento de hadas» y «la boda del siglo», siendo el acontecimiento presenciado por una audiencia global estimada en 750 mil personas. Así mismo, se oficiaron varios eventos en la Commonwealth con el fin de festejar el matrimonio, llevándose a cabo fiestas a pie de calle a lo largo del país. 
Tras tener dos hijos (los príncipes Guillermo y Enrique), la pareja se separó en 1992 y se divorció en 1996.

## Compromiso

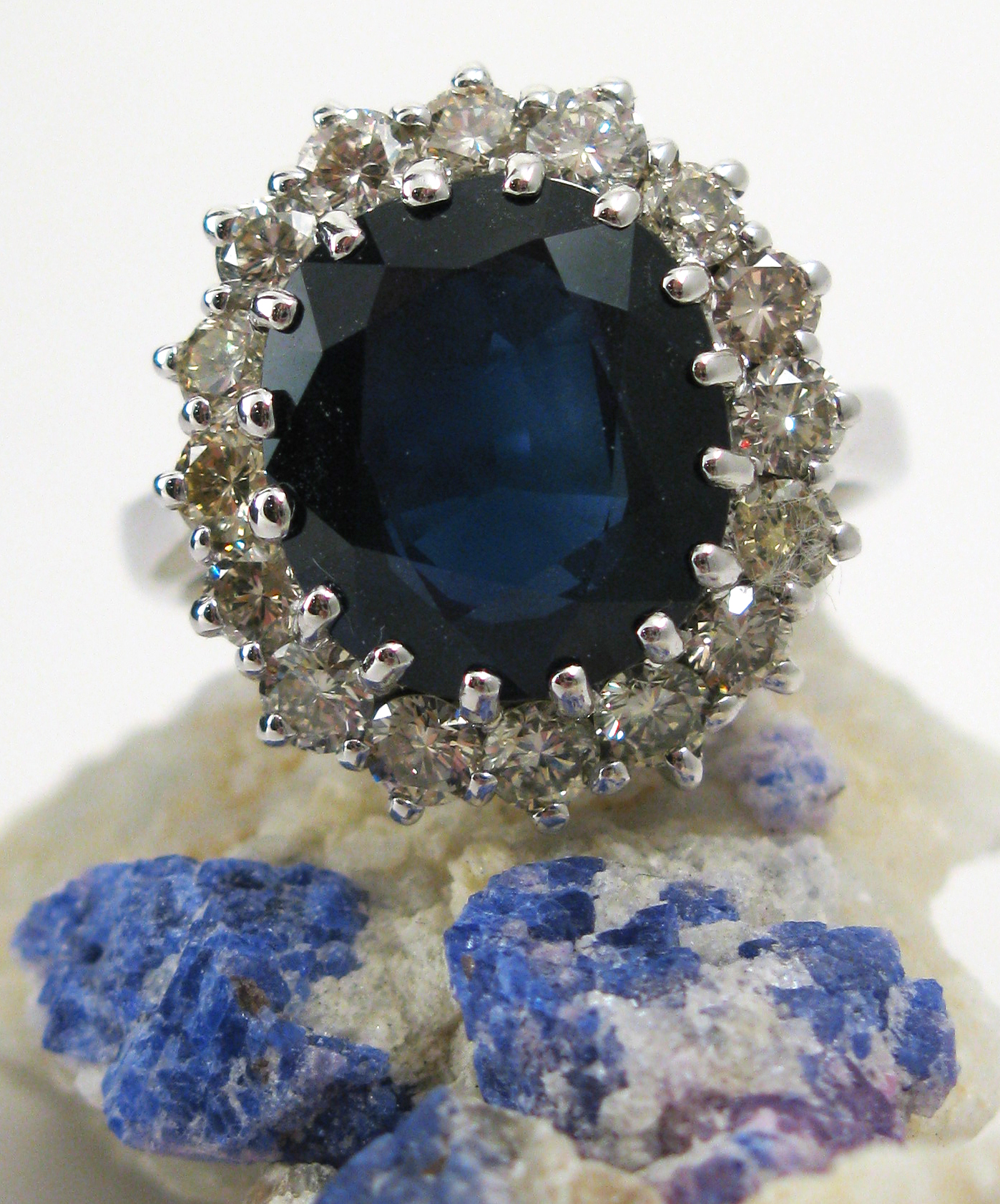
Replica del anillo de compromiso de Diana Spencer.

El príncipe Carlos había conocido a Diana pocos años antes. Su primer encuentro se produjo en noviembre de 1977, cuando Carlos mantenía una relación con la hermana mayor de Diana, Sarah. El príncipe empezó a mostrar interés por Diana y a considerarla una firme candidata a ser su esposa cuando ambos fueron invitados en el verano de 1980 a un fin de semana en el campo, donde la futura princesa vio al heredero al trono en un partido de polo. Posteriormente, a medida que la relación avanzaba, Carlos invitó a Diana a navegar a bordo del yate HMY Britannia con motivo de una visita a Cowes, seguido de una invitación en noviembre al Castillo de Balmoral para presentarle a su familia, siendo Diana bien recibida por la reina Isabel II, el príncipe Felipe y la reina madre (la pareja tendría a partir de entonces numerosas citas en Londres). Tras vivir un noviazgo de aproximadamente seis meses, Carlos propuso matrimonio a Diana en la guardería del Castillo de Windsor el 3 de febrero de 1981. Spencer tenía planeadas unas vacaciones para la semana siguiente, y Carlos esperaba que emplease ese tiempo para considerar su oferta. Diana finalmente aceptó la propuesta, aunque decidieron mantener el hecho en secreto por algunas semanas (la princesa declararía posteriormente que ambos solo se habían visto trece veces en total antes de anunciar el compromiso con carácter oficial el 24 de febrero y conceder una entrevista). Para el anuncio público, Diana escogió un vestido azul cobalto de la firma inglesa Cojana, luciendo a su vez un gran anillo compuesto por un zafiro Ceilán ovalado de 12 quilates engastado en oro blanco de 18 quilates y circundado por 14 diamantes solitarios, muy similar al anillo de compromiso de su madre Frances Roche (como obsequio por el futuro enlace, la reina madre regaló a Spencer un broche de zafiros y diamantes). La pieza fue creada por los joyeros de la Corona, Garrard & Co., convirtiéndose en 2010 en el anillo de compromiso de Catalina de Cambridge. Una serie de fotografías tomadas por Antony Armstrong-Jones, conde de Snowdon, fueron publicadas en la revista Vogue en febrero de 1981 con el fin de atestiguar el compromiso, ocasión para la que Diana fue maquillada por Clayton Howard, encargándose John Frieda de su peinado para el retrato oficial.
Dos noches antes de la boda se organizó un baile de gala en el Palacio de Buckingham, celebrando la reina posteriormente una cena para 90 comensales. Así mismo, se celebró una recepción con baile para 1500 personas, entre quienes se encontraban miembros y personal de la casa real (la noche previa a la ceremonia, 150 personas, incluyendo representantes de Estado, fueron invitadas a una cena con la reina). En una serie de grabaciones para su biografía en 1992, Diana declaró haber descubierto poco antes del enlace un brazalete adquirido por el príncipe Carlos para Camilla Parker Bowles. Debido a sus sospechas de infidelidad por parte de su futuro esposo, Spencer manifestó su deseo de cancelar la boda, si bien sus hermanas la convencieron finalmente de no hacerlo.

## Boda
La boda tuvo lugar el 29 de julio de 1981, con 3500 invitados, en la Catedral de San Pablo. Carlos y Diana escogieron la catedral en vez de la Abadía de Westminster, sede tradicional de las bodas reales en Reino Unido, debido a que San Pablo ofrecía un mayor aforo además de permitir una procesión más larga a través de Londres. La ceremonia consistió en un servicio anglicano tradicional presidido por el Reverendísimo Robert Runcie, arzobispo de Canterbury, y el Muy Reverendo Alan Webster, deán de la Catedral de San Pablo. Varios millones de espectadores se alinearon a lo largo del trayecto de Diana desde Clarence House, con 4000 policías y 2200 militares presentes para mantener el orden. La seguridad fue incrementada y varios francotiradores se hallaban apostados debido al riesgo de un potencial ataque por parte de irlandeses republicanos, aumentando también los controles de seguridad en los aeropuertos (el coste de la boda se estimaría posteriormente en $48 millones de la época, con un total de $600 000 destinados a la seguridad del evento).
Varios regimientos de la Commonwealth, incluyendo el Regimiento Real de Canadá, tomaron parte en la procesión. A las 10:22 horas BST, la reina y el resto de la familia real fueron conducidos a la catedral en ocho carruajes, empleando el príncipe de Gales el carruaje conocido como «1902 State Landau», el cual sería utilizado por la pareja para ser llevada al Palacio de Buckingham después de la ceremonia. Por su parte, Diana llegó en un carruaje acristalado en compañía de su padre, John Spencer, VIII conde de Spencer; la novia contó con una escolta compuesta por seis oficiales a caballo de la Policía Metropolitana, llegando a la catedral a las 11:20 horas BST. El carruaje era demasiado pequeño para albergar a Diana y a su padre cómodamente a causa de las grandes dimensiones del vestido y la cola, esta última de casi ocho metros de largo. Al descender del vehículo pudieron apreciarse arrugas tanto en la falda como en la cola, debiendo Diana aguardar en la entrada de la catedral mientras su vestido era arreglado. A medida que la orquesta tocaba la «Marcha del príncipe de Dinamarca», himno de Jeremiah Clarke, la novia efectuó el recorrido nupcial de tres minutos y medio de duración por el pasillo del templo junto a su padre, quien caminó con dificultad a causa de las secuelas producidas por un derrame cerebral sufrido en 1978.
Al momento de intercambiar los votos, Spencer invirtió accidentalmente el orden de los nombres de Carlos, pronunciando «Felipe Carlos Arturo Jorge» en vez de «Carlos Felipe Arturo Jorge». Por otro lado, Diana no prometió obediencia a su esposo como era tradicional en los votos a petición de los novios, lo que causó sensación en su momento. Carlos cometió así mismo un error; dijo que ofrecería a su futura esposa «tus bienes» en lugar de «mis bienes materiales». Siguiendo la tradición, los anillos fueron elaborados a partir de oro galés extraído de la mina Clogau St David's, en Bontddu (la tradición de emplear oro galés en los anillos de boda por parte de la familia real inglesa se remonta a 1923). Tras su matrimonio, Diana se convirtió automáticamente en princesa de Gales.
Otros representantes eclesiásticos que pronunciaron oraciones tras el servicio religioso fueron un antiguo arzobispo de Canterbury, Donald Coggan, el cardenal Basil Hume, y los reverendos Andrew Doig y Harry Williams.

### Música
La música corrió a cargo de tres coros (el coro de Bach, el coro de la Catedral de San Pablo y el coro de la Capilla Real), tres orquestas (la orquesta de la Royal Opera House, la Orquesta Philharmonia y la Orquesta de Cámara Inglesa) y una fanfarria (la Real Academia Militar). Los coros fueron dirigidos por Barry Rose, director del coro de la catedral, mientras que el organista Christopher Dearnley y el suborganista John Scott tocaron el órgano. La orquesta de la Royal Opera House, la Orquesta Philharmonia y la Orquesta de Cámara Inglesa fueron dirigidas por David Willcocks, entonces director del Royal College of Music y del coro de Bach; Richard Popplewell, organista de la Capilla Real; y Colin Davis, director de música del Covent Garden. El repertorio incluyó, además de la «Marcha del príncipe de Dinamarca», las piezas «I Vow to Thee, My Country», «Marcha n.º 4 de Pompa y circunstancia» y «Dios salve a la reina». Sumado a lo anterior, la soprano neozelandesa Kiri Te Kanawa interpretó «Let The Bright Seraphim», de la obra de Georg Friedrich Händel Sansón.

### Vestuario
El vestido de novia de Diana, valorado en aquel entonces en £9000, fue creado por David y Elizabeth Emanuel y está elaborado en tafetán de seda color marfil decorado con encaje, bordados a mano, lentejuelas y 10 000 perlas, contando con una cola de tafetán también en color marfil y con encaje antiguo. El traje fue diseñado acorde a los deseos de Diana, quien quería que el vestido tuviese la cola más larga de la historia de la realeza. La novia portó la tiara de la familia Spencer sobre un velo de tul de seda marfil, luciendo cabello corto peinado hacia abajo, obra del peluquero Kevin Shanley, y un maquillaje realizado por Barbara Daly. Diana llevó así mismo un par de zapatos de tacón bajo obra de Clive Shilton con las iniciales «C» y «D» pintadas en los arcos de los tacones. En lo tocante al tradicional «algo viejo, algo nuevo, algo prestado, algo azul», Diana lució un encaje antiguo «hecho con una tela hilada en una granja de seda británica» como «algo viejo», la tiara de la familia Spencer y unos pendientes de su madre como «algo prestado», y una cinta azul cosida en la cintura como «algo azul». El perfumista oficial de la boda fue Houbigant Parfum, la compañía de perfumes francesa más antigua. Diana escogió la esencia floral Quelques Fleurs, la cual poseía «toques de nardo, jazmín y rosa» (se afirma que la princesa manchó una parte del vestido al derramar accidentalmente unas gotas del perfume, cubriendo la mancha con una mano durante la ceremonia). Diana lució así mismo un par de guantes de seda color marfil hechos a mano y decorados con perlas y bordados de lentejuelas. Por orden de la reina, se prepararon dos ramos de novia similares obra de David Longman los cuales contenían gardenias, orquídeas, jazmines de Madagascar, lirios de los valles, rosas Mountbatten, freesias, veronicas, hiedras, mirtos y tradescantias.
El príncipe Carlos vistió su uniforme de comandante naval, luciendo estrellas de las órdenes de la Jarretera y el Cardo, la medalla de plata del jubileo de la reina, el monograma real en oro del príncipe de Gales en las charreteras y una espada de gala con borlas de oro.

### Ayudantes
La pareja contó con un total de siete ayudantes. Nicholas Windsor (11 años), hijo de los duques de Kent, y Edward van Cutsem (8 años), ambos ahijados del príncipe de Gales, sirvieron como pajes, mientras que las damas de honor fueron Sarah Armstrong-Jones (17 años), hija del conde de Snowdon y la princesa Margarita; India Hicks (13 años), hija de David y Pamela Hicks; Catherine Cameron (6 años), hija de Donald y Cecil Cameron y nieta de Peter Kerr, XII marqués de Lothian; Sarah-Jane Gaselee (11 años), hija de Nick Gaselee; y Clementine Hambro (5 años), hija de Rupert Hambro, nieta de Christopher y Mary Soames, barones Soames, y bisnieta de Winston Churchill. Por su parte, los príncipes Andrés y Eduardo fungieron como padrinos.

### Invitados

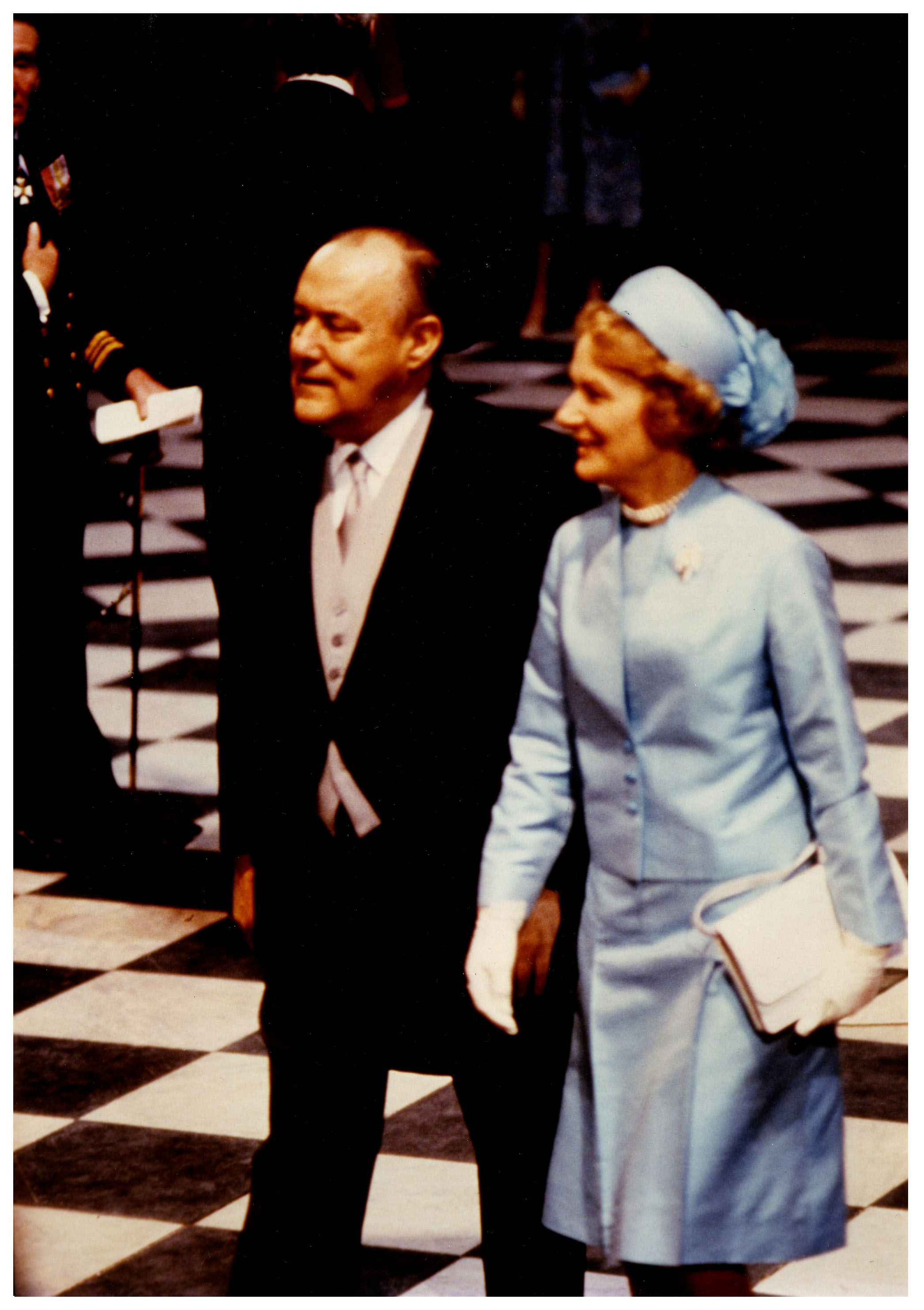
El primer ministro de Nueva Zelanda Robert Muldoon y su esposa Thea durante la boda.

Todos los gobernadores generales de la Commonwealth y los monarcas europeos reinantes asistieron al enlace, a excepción del rey Juan Carlos I de España y la reina Sofía de Grecia (el Gobierno español aconsejó al monarca no asistir debido a que estaba programado que la pareja hiciese escala en Gibraltar durante la luna de miel). Del mismo modo, la mayoría de los jefes de Estado electos de Europa estuvieron entre los invitados, si bien el presidente de Grecia Constantinos Karamanlís declinó asistir debido a que el monarca exiliado Constantino II, amigo del novio, estaba invitado en calidad de «rey de los helenos». Igualmente, el presidente de Irlanda Patrick Hillery no acudió tras ser aconsejado por el Taoiseach Charles Haughey acerca de la problemática de su asistencia a la boda a causa de la disputa existente con relación a Irlanda del Norte. La primera dama Nancy Reagan representó a los Estados Unidos en la ceremonia, encontrándose entre los invitados varios amigos de la pareja (de parte de la novia asistieron miembros del personal de la guardería en la que había trabajado). A su vez, Spike Milligan y Harry Secombe se encontraban entre los artistas invitados por el príncipe Carlos.

### Banquete
Los príncipes y 120 invitados acudieron tras la ceremonia al Palacio de Buckingham para el banquete de bodas, cuyo menú incluía fresas con nata, rodaballo en salsa de langosta y pollo príncipe de Gales (relleno con mousse de cordero). Carlos y Diana hicieron la tradicional aparición en el balcón a las 13:10 horas BST, donde ambos se dieron un beso que causó sensación entre la multitud congregada a las puertas del palacio, dando inicio a la tradición de que los novios se besen en el balcón después de la ceremonia religiosa. Los recién casados tuvieron en total 27 pasteles de boda,  con las Fuerzas Armadas como proveedoras de la tarta oficial. David Avery, panadero de la escuela de cocina de la Armada Real en Chatham (Kent), elaboró el pastel en un periodo de 14 semanas (se hicieron dos idénticos en caso de que uno resultase dañado). El escudo de armas del príncipe de Gales y el blasón de la familia Spencer fueron usados en la decoración del pastel, realizado en capas y compuesto de frutas, con más de metro y medio de altura y aproximadamente 100 kilogramos de peso (un trozo del mismo fue subastado por Julien's Auctions en 2018 con un valor estimado de entre $800 y $1200). Respecto a los demás pasteles, uno de ellos fue elaborado por el chef belga S. G. Sender, conocido como el «pastelero de los reyes», mientras que otro fue creado por Nicholas Lodge, quien previamente había elaborado la tarta por el 80.º aniversario de la reina madre y sería contratado años después para preparar un pastel con motivo del bautizo del príncipe Enrique.

### Recepción
Se estima que alrededor de 750 millones de personas en todo el mundo presenciaron el enlace, aumentando esta cifra supuestamente al billón si se tiene en cuenta la audiencia que escuchó la ceremonia a través de la radio, aunque ninguna de estas cifras pudo ser verificada (el evento fue retransmitido en 50 países con cerca de 100 compañías de televisión cubriendo el acontecimiento). La ceremonia fue recibida positivamente por el público, y de acuerdo con The New York Times, la misma simbolizó «la continuidad de la monarquía en Reino Unido». Varias fiestas fueron celebradas en diferentes lugares del país con el fin de festejar el evento: el mismo día de la boda se dispusieron fuegos artificiales por la noche a lo largo de Hyde Park y 100 balizas fueron encendidas en todo el país para celebrar el enlace, mientras que el poeta laureado John Betjeman publicó un poema en honor a la pareja, si bien la boda no fue universalmente aceptada; un grupo de personas abandonó Londres para dirigirse a Francia e Irlanda en señal de protesta por el enlace, mientras que algunos individuos dejaron volar globos de color negro sobre la capital británica durante la procesión nupcial.

### Regalos
El matrimonio recibió obsequios de funcionarios extranjeros, destacando «un recipiente de cristal Steuben grabado y un centro de mesa de porcelana hecho a mano por Boehm» de parte de los Estados Unidos; un conjunto de muebles antiguos y «una acuarela de colimbos» obra del canadiense Robert Bateman para el príncipe de Gales junto con «un gran broche de oro, diamantes y platino» para la princesa Diana; platos de plata elaborados a mano de Australia; una «alfombra de lana» de Nueva Zelanda; «un reloj, una pulsera, un colgante, un anillo y unos pendientes de diamantes y zafiros a juego» por parte del primer ministro de Arabia Saudita Fahd bin Abdulaziz; una «pequeña pintura al óleo del artista americano Henry Kohler del príncipe Carlos jugando al polo»; y un reloj estilo art déco obra de Daniel Ciacquinot, diseñador jefe de Cartier.
El Ayuntamiento de Edimburgo estuvo entre las organizaciones que efectuaron donaciones en honor a la boda, entregando $92 500 a la Thistle Foundation. Por su parte, el Ayuntamiento de Mánchester ofreció pasantías en ingeniería para un reducido número de jóvenes desempleados, mientras que la Universidad de Cambridge envió una copia de The Complete English Traveller, del escritor Robert Sanders. Adicionalmente, la Worshipful Company of Glovers de Londres regaló a la pareja guantes hechos a base de cuero, seda y algodón (varios de estos obsequios fueron dispuestos en el Palacio de St. James del 5 de agosto al 4 de octubre de 1981).

## Luna de miel
Un letrero de «recién casados» fue colocado en el carruaje de los novios por los príncipes Andrés y Eduardo, siendo la pareja conducida a través del puente de Westminster con el fin de tomar un tren desde la estación de Waterloo hasta Romsey, en Hampshire, para dar inicio a la luna de miel (Carlos y Diana abandonaron la estación de Waterloo en el tren real 975025 Caroline). Ambos viajaron a Broadlands, donde los padres del príncipe habían pasado su noche de bodas en 1947, quedándose allí tres días, tras lo cual volaron a Gibraltar y abordaron el yate real HMY Britannia para un crucero de once días por el Mediterráneo (visitaron Túnez, Cerdeña, Grecia y Egipto). Tras el fin del crucero volaron a Escocia para reunirse con el resto de la familia real en el Castillo de Balmoral, viviendo algún tiempo en un pabellón de caza (se permitió a la prensa tomar algunas instantáneas de la pareja durante este periodo). Pese a parecer felices en esta etapa, las sospechas de Diana acerca de los sentimientos de afecto de Carlos por su amante Camilla aumentaron cuando la princesa encontró varias fotografías de Parker Bowles entre las páginas de su diario y descubrió que los gemelos que su esposo usaba constituían un obsequio de Camilla. Para el momento en que la pareja regresó de la luna de miel, sus regalos de boda aún seguían dispuestos en el Palacio de St. James.